# The Newton Brothers
John Andrew Grush y Taylor Newton Stewart, conocidos colectivamente como The Newton Brothers, son compositores de música cinematográfica, productores de discos, directores y multiinstrumentistas estadounidenses. Sus trabajos incluyen partituras para varias películas con el director Mike Flanagan, habiendo compuesto para cada proyecto suyo desde Oculus (2013), y varias otras películas y series de televisión. A pesar del nombre, no están relacionados. 

## Biografía
Al principio de sus vidas, tanto Andy como Taylor se inspiraron para combinar música y efectos visuales y buscar una carrera en la composición cinematográfica. Ambos son músicos consumados y multiinstrumentistas que saben tocar piano, guitarra, bajo, clarinete, flauta, acordeón, saxofón, armónica, percusión, órgano, kazoo y violonchelo. Juntos fueron aprendices de Hans Zimmer y coescribieron la banda sonora con Danny Elfman en el thriller de Mike Flanagan Before I Wake . 
Los hermanos Newton han estado componiendo juntos largometrajes durante más de una década, logrando su gran oportunidad componiendo el aclamado drama de Tony Kaye, Detachment, protagonizado y producido por el ganador del Premio de la Academia Adrien Brody.  En 2013 comenzaron su trabajo en películas de terror con Mike Flanaghan y Blumhouse Productions, incluido Oculus, de lo que The Irish Times dijo: "La combinación dinámica de Andy y Taylor Newton de fragmentos melódicos simples, ruido aleatorio (vidrios rotos, raspaduras de metal) y un coro solemne gradualmente inyectan al espeluznante Oculus un suspenso que destroza los nervios y un pavor que eriza la piel",  y Ouija: Origin of Evil.  Desde entonces, han compuesto múltiples proyectos de género de terror para cine y televisión.

## Premios y nominaciones
- 2016: BloodGuts UK Horror Awards, Nominada Mejor banda sonora/partitura por Ouija: Origin of Evil (2016)
- 2015: Premios Fangoria Chainsaw, 2do lugar Mejor Música para Oculus (2013) [6]

## Filmografía
| Año          | Título                                  | Director                           | Estudio                                                                   |
| ------------ | --------------------------------------- | ---------------------------------- | ------------------------------------------------------------------------- |
| 2010         | High School                             | John Stalberg Jr.                  | Anchor Bay Films                                                          |
| 2011         | Detachment                              | Tony Kaye                          | Tribeca Film                                                              |
| 2011         | Magic Man                               | Stuart Cooper                      | Raskin Productions/Hollywood Storm                                        |
| 2011         | Revolucion                              | Rodrigo Garcia                     | Canana Films/Instituto Mexicano de Cinematografía/Mantarraya Producciones |
| 2012         | Diving Normal                           | Kristjan Thor                      | Round One Production                                                      |
| 2013         | Catch Hell                              | Ryan Phillippe                     | Palm Star Media/Twisted Pictures                                          |
| 2013         | Hair Brained                            | Billy Kent                         | Love Lane Pictures                                                        |
| 2013         | Pawn Shop Chronicles                    | Wayne Kramer                       | Anchor Bay Films                                                          |
| 2013         | Proxy                                   | Zach Parker                        | Along The Tracks/FSC Productions                                          |
| 2013         | Chloe and Theo                          | Ezna Sands                         | Arctica Films                                                             |
| 2014         | Careful What You Wish For               | Liz Allen                          | Starz                                                                     |
| 2014         | Life of Crime                           | Dan Schecter                       | Lionsgate/Roadside Attractions                                            |
| 2014         | Oculus                                  | Mike Flanagan                      | Relativity                                                                |
| 2014         | See No Evil 2                           | The Soska Sisters                  | Lionsgate                                                                 |
| 2014         | The Prince                              | Brian A. Miller                    | Lionsgate                                                                 |
| 2014         | The Road Within                         | Gren Wells                         | Troika                                                                    |
| 2015         | Before I Wake                           | Mike Flanagan                      | Relativity                                                                |
| 2015         | Chasing Life                            | Various                            | ABC                                                                       |
| 2015         | The Runner                              | Austin Stark                       | Alchemy                                                                   |
| 2015         | Vendetta                                | The Soska Sisters                  | Lionsgate                                                                 |
| 2016         | Amateur Night                           | Lisa Addario y Joe Syracuse        | Cinedigm                                                                  |
| 2016         | Blood in the Water                      | Ben Cummings y Orson Cummings      | Level 33 Entertainment/SSS Entertainment/levelFILM                        |
| 2016         | Hush                                    | Mike Flanagan                      | Blumhouse                                                                 |
| 2016         | Ouija: Origin of Evil                   | Mike Flanagan                      | Universal Pictures/Blumhouse                                              |
| 2016         | Urge                                    | Aaron Kaufman                      | Lionsgate                                                                 |
| 2017         | Dirk Gently's Holistic Detective Agency | Various                            | BBC                                                                       |
| 2017         | Gerald's Game                           | Mike Flanagan                      | Netflix                                                                   |
| 2017         | Inversion                               | Zach Parker                        |                                                                           |
| 2017         | Open Water 3: Cage Dive                 | Gerald Rescionato                  | Lionsgate                                                                 |
| 2017         | The Bye Bye Man                         | Stacy Title                        | STX                                                                       |
| 2018         | Escape Plan 2: Hades                    | Steven C. Miller                   | Lionsgate                                                                 |
| 2018         | Falling Water                           | Various                            | Universal / USA                                                           |
| 2018         | Into the Dark                           | Paul Davis                         | Blumhouse / Hulu                                                          |
| 2018         | The Haunting of Hill House              | Mike Flanagan                      | Paramount, Netflix, Amblin, Intrepid                                      |
| 2019         | Mary                                    | Michael Goi                        | RLJE Films                                                                |
| 2019         | Doctor Sleep                            | Mike Flanagan                      | Warner Bros. Pictures                                                     |
| 2019         | Line of Duty                            | Steven C. Miller                   | Saban Films, Lionsgate                                                    |
| 2020         | The Grudge                              | Nicolas Pesce                      | Sony Pictures Releasing                                                   |
| 2020         | The Haunting of Bly Manor               | Mike Flanagan                      | Paramount, Netflix, Amblin, Intrepid                                      |
| 2020-2021    | The Walking Dead: World Beyond          | Various                            | Skybound Entertainment, AMC Studios                                       |
| 2021         | The God Committee                       | Austin Stark                       | Crystal City Entertainment, Paper Street Films, Phiphen Pictures          |
| 2021         | The Forever Purge                       | Everardo Gout                      | Universal Pictures                                                        |
| 2021         | Midnight Mass                           | Mike Flanagan                      | Netflix                                                                   |
| 2021–present | Joe Pickett                             | Various                            | Spectrum Originals                                                        |
| 2022         | The Midnight Club                       | Mike Flanagan                      | Netflix                                                                   |
| 2023         | The Fall of the House of Usher          | Mike Flanagan                      | Netflix, Intrepid                                                         |
| 2023–present | Goosebumps                              | Rob Letterman and Nicholas Stoller | Disney+, Hulu                                                             |
| 2023         | Five Nights at Freddy's                 | Emma Tammi                         | Universal Pictures/Blumhouse                                              |
| 2024         | X-Men '97                               | Jake Castorena and Chase Conley    | Disney+                                                                   |
| 2025         | Five Nights at Freddy’s 2               | Emma Tammi                         | Universal Pictures/ Blumhouse                                             |